# ماري تيريزا ماكدونل
ماري تيريزا ماكدونل (بالإنجليزية: Mary Therese McDonnell)‏ (26 أغسطس 1986 في الولايات المتحدة - ) هي لاعبة كرة قدم أيرلندية في مركز الدفاع. شاركت مع منتخب جمهورية أيرلندا لكرة القدم للسيدات. أما مع النوادي، فقد لعبت مع سكاي بلو وشيكاغو رد ستارز وSaint Louis Athletica ‏ وIllinois Fighting Illini ‏ وBoston Renegades ‏.

## وصلات خارجية
- ماري تيريزا ماكدونل على موقع الاتحاد الأوربي (الإنجليزية)
- ماري تيريزا ماكدونل على موقع قاعدة بيانات كرة القدم.إي يو (الإنجليزية)